# Jahrgang 45
Jahrgang 45 ist ein Beziehungsfilm der DEFA von Jürgen Böttcher aus dem Jahr 1966. Der einzige Spielfilm Böttchers wurde bereits in der Rohfassung wegen aussichtsloser Freigabe zurückgezogen und erlebte erst im Jahr 1990 seine Uraufführung.

## Handlung
Die Krankenschwester Li und der 23-jährige Automechaniker Al sind verheiratet, haben sich jedoch auseinandergelebt. Al fühlt sich von der „erwachsenen“ Li in seinem Freiheitsdrang eingeengt und reicht die Scheidung ein. Die Scheidungsanwälte geben beiden sechs Wochen Bedenkzeit.
Al, der noch vier Tage Urlaub hat, zieht aus der gemeinsamen Altbauwohnung im Prenzlauer Berg aus und zunächst in eine ehemalige Musikkneipe und später zu seiner Mutter. Er trifft sich mit seiner früheren Freundin Rita. Seine Freunde raten ihm jedoch, Li nicht aufzugeben, würde er so eine Frau doch nie wieder finden. Li hat unterdessen von Als Launen genug und geht mit Freunden tanzen. Eifersüchtig folgt er ihr in die Bar, weigert sich jedoch, selbst mit ihr zu tanzen. Sie eröffnet ihm, nicht mehr um ihn zu trauern und jung genug zu sein, um einen neuen Freund zu finden.
Al, der planlos seine freien Tage durchlebt, kehrt vorzeitig an seinen Arbeitsplatz zurück. Der Kaderleiter seines Betriebes bittet ihn zur Unterredung, hat er doch von der bevorstehenden Scheidung erfahren. Al wirft ihm vor, ihn ja auch nicht vor der zu frühen Heirat vor zwei Jahren abgehalten zu haben, ihn im Gegenteil noch bestärkt zu haben. Die Scheidung sei allein seine Privatsache, würden ihm die Scheidungsanwälte doch bereits genug Moralpredigten halten.
Mit Freunden besucht Al eine Großbaustelle, auf der Hochhäuser entstehen. Einer seiner Freunde wird mit seiner Freundin in eine solche Wohnung hoch über der Stadt ziehen. Al sieht die Zuneigung des Paares. Er besucht Li im Krankenhaus, als sie jungen Vätern gerade ihre neugeborenen Kinder zeigt. Er holt sie von der Arbeit ab, beide fahren ins Grüne und schauen aus der Ferne auf eine jener Baustellen.

## Produktion
Jahrgang 45 wurde in Schwarzweiß im Frühjahr und Sommer 1966 an Originalschauplätzen in Berlin gedreht. Die Spielräume wurden nach Entwürfen des Szenenbildners Harry Leupold in Originalwohnungen u. a. in Prenzlauer Berg im Käthe-Kollwitz-Kiez, in der Zionskirchstraße und am Teutoburger Platz eingerichtet. Eine erste Sichtung des Films erfolgte studiointern im August 1966, wobei bereits erste Szenen entfernt wurden. Auch anschließend erfolgten Änderungen am Material. Am 27. September 1966 wurde der Film in einer Rohschnittfassung unter anderem vor Studioleiter Franz Bruk und Mitarbeitern der Hauptverwaltung Film des Ministeriums für Kultur vorgeführt. Diese äußerten ihr Unverständnis über das Gezeigte, das nicht der Jugend der DDR entspräche und zudem keinen politischen Standpunkt einnähme. Besonders die Darstellung der Hauptfigur Al wurde kritisiert:

„Al wirkt in seinem Habitus nahezu asozial. […] Personen und Umwelt sind vielmehr so gestaltet, daß sie eher der kapitalistischen als der sozialistischen Lebenssphäre zugerechnet werden könnten. Da der Film jedoch eindeutig vorgibt, einen Ausschnitt aus unseren gesellschaftlichen Verhältnissen zu reflektieren, wird er zutiefst unwahr [und] führt zu Aussagen, die gegen die sozialistische Gesellschaft gerichtet sind.“

Vor dem Hintergrund der Entscheidungen des 11. Plenums des ZK der SED 1965 und der scharfen Kritik der HV Film wurde der Film schließlich gar nicht erst zur staatlichen Abnahme vorgeschlagen. Stattdessen ordneten die Dramaturgengruppe und die Studioleitung die Einlagerung des Filmmaterials an.
Der Kellerfilm wurde 1990 fertiggestellt und erlebte am 11. Oktober 1990 im Berliner Babylon seine Kino-Erstaufführung. Zuvor war er bereits im Februar 1990 auf der Berlinale gezeigt worden. Im Oktober 2005 war er Teil der DEFA-Filmretrospektive „Rebels With A Cause“ des Museum of Modern Art in New York City.

## Stilistik
Jahrgang 45 nimmt Anleihen an tschechischen Filmen wie Miloš Formans Der schwarze Peter, setzt sich jedoch auch mit dem Italienischen Neorealismus auseinander. „Wir alle […] wollten eine andere Art Film machen, als das in der DEFA üblich war. Als wir damals antraten, sagten wir ‚So nicht!‘“, so Dramaturgin Christel Gräf rückblickend. Neue Darstellungen und filmische Effekte konnten unter anderem durch technische Neuerungen der Zeit, darunter hochempfindliches Filmmaterial und leichtere Kameras, erreicht werden.
Die Filmmusik enthält unter anderem Stücke von Henry Purcell. In einer Szene hören Al und sein Freund Mogul im Radio das Lied Schwarz ist mein Liebster des 1966 bereits mit Auftrittsverbot belegten Wolf Biermann, das Eva-Maria Hagen singt und Biermann selbst auf der Gitarre begleitet. Den Sprung zwischen Entstehung des Films und seiner Veröffentlichung zweieinhalb Jahrzehnte später verdeutlicht auch die Verwendung des Liedes After the Sunset der Band Die Vision in der Endschnittfassung von 1990.
Bei dem von Li und Al im Fernsehen angesehenen Stummfilm handelt es sich um Charles Chaplins Die feinen Leute (The Idle Class).

## Kritik nach der Uraufführung 1990
Für Heinz Kersten vom Tagesspiegel war Jahrgang 45 ein „sehr lyrischer Film mit poesievollen Alltagsimpressionen aus dem Milieu vom Prenzlauer Berg.“
Der Spiegel stellte 1990 fest, dass „der erste und einzige Spielfilm des Regisseurs […] schon die unverwechselbare Handschrift des inzwischen international bekannten Dokumentaristen [Jürgen Böttcher] verrät“ und lobte die „schönen Schwarzweißbilder… des Kameramannes Roland Gräf“.
Für den Berliner Filmspiegel war Jahrgang 45 „eine der aufschlußreichsten Erinnerungen an das Leben jener, die in den sechziger Jahren jung waren, ein prophetisches Dokument, das sich nicht nur jene, die sich für die Kunst dieser Zeit interessieren, ansehen sollten.“
Der film-dienst nannte den Film ungewöhnlich „sowohl in Kameraführung und Schnitt als auch im freien Spiel der Darsteller – ungezwungen, alltäglich, ohne aufgebauschte, bedeutungsüberfrachtete Dialoge. […] Dieser leider einzige Spielfilm Jürgen Böttchers ist sowohl als historischer Beleg einer Entwicklungsphase als auch als formales Experiment interessant, wenngleich die undramatische Fabel dem Zuschauer nicht nahegeht und ihn kaum aus der Distanz lockt.“